# 해오름동맹
해오름동맹은 대한민국의 울산광역시, 경상북도 경주시, 포항시가 체결한 협약이다. 2016년 6월 울산~경주~포항 고속도로의 개통을 계기로 이들 3개 도시는 인구 200만 명, 경제규모 95조의 메가시티(Megacity)로의 도약을 기대하면서 동맹을 맺었다. 2017년 7월 27일 해오름동맹 상생협의회의 운영규약을 제정, 고시하였다. 일출 명소가 있는 지역인 관계로 해오름이라는 이름이 있으며, 신라문화 이래의 동해남부 거점도시라는 역사적, 지리적 공통점이 있다. 포항의 소재, 경주의 부품, 울산의 최종제품 생산으로 이어지는 보완적 산업생태계가 조성되어 있다.